# Chata Mazurska w Olecku
Chata Mazurska w Olecku – zabytkowa drewniana chata w Olecku. Została zbudowana po 1918 roku. Od 1989 figuruje w rejestrze zabytków.